# Кроплево
Кроплево — деревня в Грязовецком районе Вологодской области России.
Входит в состав Перцевского муниципального образования, с точки зрения административно-территориального деления — в Перцевский сельсовет.
Расстояние по автодороге до районного центра Грязовца — 16 км, до центра муниципального образования Слободы — 6 км. Ближайшие населённые пункты — Палкино, Полтинино, Лупочино, Дьяконово, Дорожный Крутец.
По данным переписи в 2002 году, постоянного населения на тго момент не было.